# Malczewo (Grande-Pologne)
Pour les articles homonymes, voir Malczewo.
Malczewo (prononciation : [malˈt͡ʂɛvɔ]) est un village polonais de la gmina de Niechanowo dans le powiat de Gniezno de la voïvodie de Grande-Pologne dans le centre-ouest de la Pologne.
Il se situe à environ 3 kilomètres au sud de Niechanowo (siège de la gmina), à 12 kilomètres au sud de Gniezno (siège du powiat) et à 49 kilomètres à l'est de Poznań (capitale régionale).

## Histoire
De 1975 à 1998, le village faisait partie du territoire de la voïvodie de Poznań.

Depuis 1999, Malczewo est situé dans la voïvodie de Grande-Pologne.